# Tacuarembó Fútbol Club
Tacuarembó Fútbol Club és un club de futbol de l'Uruguai, de la ciutat de Tacuarembó, capital del departament homònim. Va ser fundat el 1999 i juga a la Primera divisió uruguaiana.
Des que es va produir la integració d'equips de l'Interior de l'Uruguai al futbol professional l'any 1999, Tacuarembó és l'únic equip que no va descendir de categoria. Per les seves files van passar jugadors destacats com Víctor Píriz Álvez i Vicente Sánchez, avui al Toluca mexicà i jugador de la selecció uruguaiana.

## Jugadors
| - Álvaro Marcelo García - Mario Alberto Amorín - Jesús Benítez - Sergio Esteban Bica - Dardo Fernando Caballero - Martín Rodríguez - Federico Vega - Marcelo Fabián López - Fabricio Núñez - Guillermo Dutra - Leandro Ezquerra - Richard Porta - Juan Ramón Curbelo - Edison Eliezer Torres - Nathaniel Revetria - Ernesto Hernández - Diego Roberto Sosa - Eduardo Montelongo - Rider María O'Neil - Diego Federico Peinado - Robert Flores |  | - Sebastián Nicolás Buniva - Julio Andrés Gutiérrez - Hugo Fernando Modernell - Héctor Anselmo Vázquez - Nicolás Andrés Nicolay - Martín Odriozola - Mauricio Prieto - Jorge Zambrana - Leandro Silva - Henry Damián Giménez - Jorge Martín Rodríguez - Jair Sosa - Lucas Daniel Suárez - Federico Puppo - Mauricio Rosa - Álvaro López - Gonzalo Guitérrez - Pedro Cardozo |

## Palmarès
- No ha guanyat fins ara cap torneig